# Andrey Andreev
Pour les articles homonymes, voir Andreev.
 (décembre 2024).
Si vous disposez d'ouvrages ou d'articles de référence ou si vous connaissez des sites web de qualité traitant du thème abordé ici, merci de compléter l'article en donnant les références utiles à sa vérifiabilité et en les liant à la section « Notes et références ».
Andrey Andreev (de son vrai nom Andréi Ogandjanyants) (Андрей Оганджанянц) né en février 1974 est un homme d'affaires russe fondateur du réseau social et site web de rencontre Badoo.

## Biographie
D'origine arménienne, il étudie le management à l'université d'État de Moscou.
En 1995, il suit ses parents qui partent s'installer en Espagne.
Depuis 2005, il vit à Londres en Grande-Bretagne.